# 宣奉华
宣奉华（1942年—），笔名沐阳、田苏，女，安徽肥东人，中国新闻工作者，曾任中国新闻学院副院长、党委副书记、教授，中华诗词学会副会长、顾问。